# Аруна, Лукман
Лу́кман Абдулкарим Ару́на (англ. Haruna Abdulkarim Lukman; 4 декабря 1990, Лагос, Нигерия) — нигерийский футболист, полузащитник. Выступал за сборную Нигерии.

## Биография

### Клубная карьера
Дебютировал в чемпионате Франции 1 марта 2009 года в матче 27 тура против «Сент-Этьена», выйдя на замену на 75-й минуте вместо Франсуа Модесто.
25 июня 2011 года Лукман подписал контракт с «Динамо» сроком на пять лет. 31 декабря 2013 вошёл в символическую сборную Динамо I круга сезона 2013/2014. 9 июля 2015 года перешёл в махачкалинский «Анжи» на правах полугодичной аренды.
В марте 2016 года на правах аренды стал игроком казахстанского «Астана». 5 марта 2018 года литовский клуб «Паланга» объявил о подписании контракта с Лукманом Аруной.

### Карьера в сборной
Аруна был включён в расширенный список игроков, которые должны были поехать на Кубок африканских наций 2008, но в окончательный список из 23 игроков не попал. 30 мая 2010 года в товарищеском матче против сборной Колумбии он забил свой первый гол за сборную.

## Достижения
«Динамо»
- Обладатель Суперкубка Украины: 2011
- Серебряный призёр чемпионата Украины: 2011/12
- Бронзовый призёр чемпионата Украины: 2012/13

«Астана»
- Чемпион Казахстана: 2016

В сборной
- Чемпион мира (до 17): 2007
- Чемпион Африки (до 17): 2007